# 박현선 (배우)
박현선은 대한민국의 배우이다.

## 영화
- (2020년) 《히트맨》 ... 제이슨부하 18 역
- (2020년) 《죽지 않는 인간들의 밤》 ... 요원들 역